# Ardestan

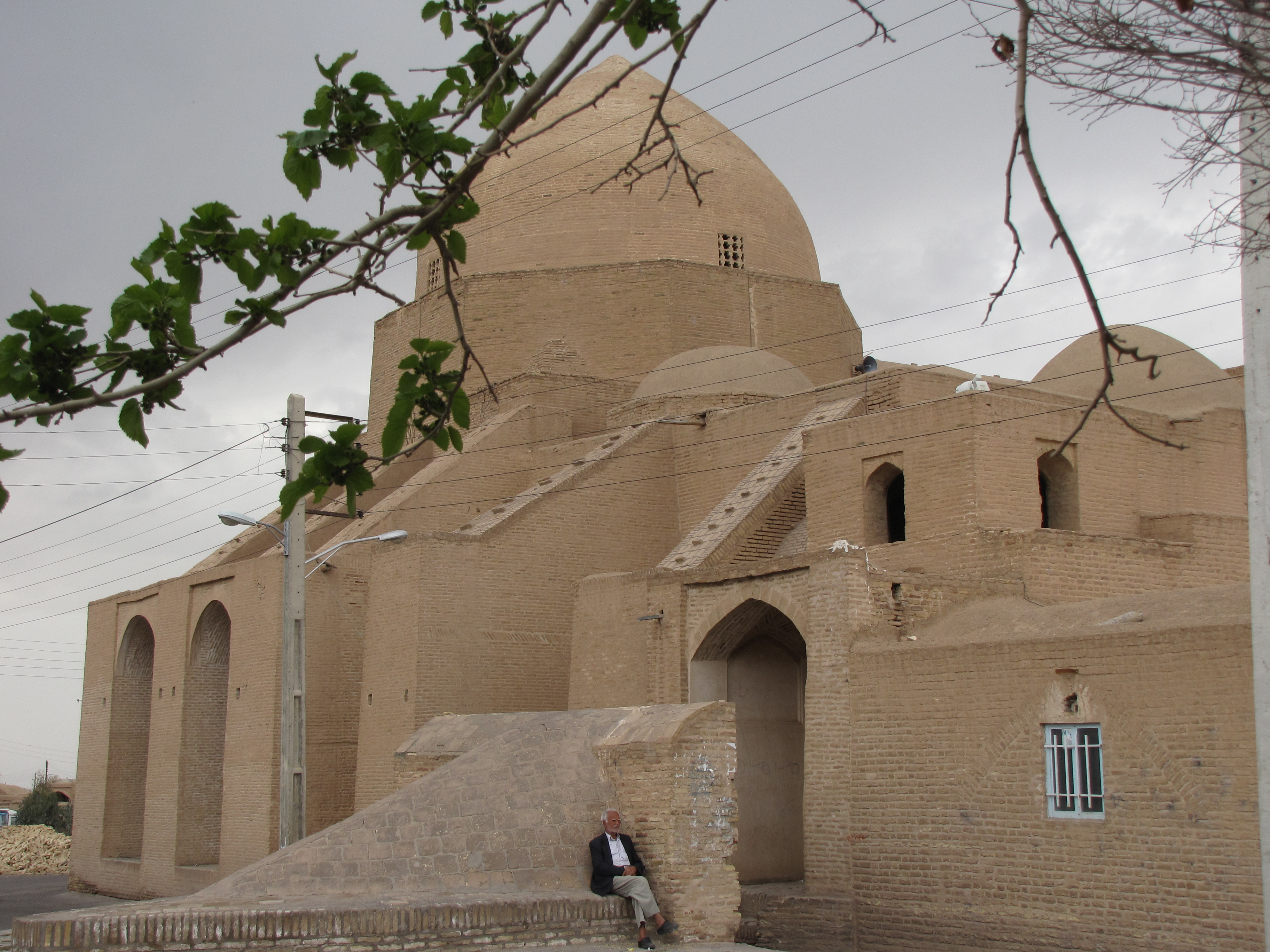
De twaalfde-eeuwse Jame'e-moskee van Ardestan

Ardestan, ook wel weergegeven als Ardestān of Ardistān, is een stadje in Centraal-Iran. Ardestan is de hoofdplaats van de gelijknamige sharestan (subprovincie), die deel uitmaakt van de provincie Isfahan. Het stadje had in 2006 14,698 inwoners.
Ardestan werd gesticht in de tijd van de Sassaniden (derde tot zevende eeuw) en ligt in de uitlopers van het Karkasgebergte.
Van oudsher wordt het stadje van drinkwater voorzien door een qanat, een soort aquaduct die met name in Iran van groot belang was. De verdeling van het beschikbare water over de wijken van de stad berust op een regeling die in de dertiende eeuw door Hulagu Khan werd opgelegd.